# Natxo González
José Ignacio González Sáenz, más conocido como Natxo González (Vitoria, Álava, España, 29 de julio de 1966), es un exfutbolista y entrenador español. Actualmente dirige a la U. E. Sant Andreu.

## Carrera

### Como jugador
Natxo González se formó en las categorías inferiores del equipo de su barrio, el Club Deportivo Ariznabarra de Vitoria, como juvenil jugó en el Aurrerá de Vitoria, que militaba en la División de Honor, de la cual posteriormente fichó por el C. D. Alegría de la cercana localidad de Alegría de Álava. Con sólo viente años, colgó las botas, pese al ofrecimiento del Racing Santander para que se uniese a su filial. La respuesta fue negativa y decidió unirse al equipo de sus amigos La Habana.

### Como entrenador
Ariznabarra y cantera del Alavés
En la temporada 1986-87, Natxo inició su carrera como entrenador en el Ariznabarra, en diferentes equipos de fútbol base y posteriormente en el primer equipo. En el verano de 1994, Natxo inició su carrera de nueve temporadas en el Deportivo Alavés donde fue entrenador del Juvenil A de División de Honor y entrenador del filial alavesista de 1997 a 1999, consiguiendo el primer ascenso del Alavés "B" a la Segunda División B de España en su historia.
Reus Deportiu, primera etapa
Natxo González fichó por C. F. Reus Deportiu en el verano de 2003. Después de una primera temporada como directivo deportivo del club rojinegro, el verano de 2004 Natxo tomó las riendas del equipo como primer entrenador, terminando en cuarta posición de Tercera División y consiguiendo el ascenso a Segunda División B en el campo de la A. D. Mar Menor. En la nueva categoría el Reus no tuvo suerte y bajó a Tercera en el último partido de liga contra el C. A. Osasuna "B". Sin embargo, Natxo siempre había tenido la confianza de la directiva y de la afición, y la temporada siguiente el Reus fue campeón de Tercera, con sólo 12 goles encajados en 38 partidos, aunque el ascenso a Segunda B se escapó a la promoción ante el Betis "B".
Sant Andreu, primera etapa
Dos días después del partido contra el Betis B, Natxo González fichó por la U. E. Sant Andreu. El club andresense, presidido por Joan Gaspart, había bajado a Tercera División y Natxo González fue contratado para recuperar la categoría perdida y, a medio plazo, para luchar por el ascenso a Segunda División A. La primera temporada de Natxo el Sant Andreu quedó subcampeón de Tercera por detrás del F. C. Barcelona "B", a pesar de haber ocupado el liderato durante la práctica totalidad del campeonato. En la promoción de ascenso, el Sant Andreu superó el Haro Deportivo y el Arandina C. F. de manera muy cómoda, consiguiendo el ascenso de categoría el 15 de junio de 2008.
La segunda temporada de Natxo en el Sant Andreu empezó con un título. El 8 de octubre de 2008, el Sant Andreu ganó la Copa Cataluña, tras superar el C. F. Badalona, el Girona F. C., el Gimnàstic de Tarragona, el F. C. Barcelona en la semifinal y el R. C. D. Espanyol en la final disputada en San Carlos de la Rápita. En la liga, el equipo andresense terminó en tercera posición, clasificándose para disputar la promoción de ascenso a Segunda A. La A. D. Alcorcón se interpuso en el camino de los andresenses.
La temporada 2009-2010 es, sin duda, la más exitosa de Natxo al Sant Andreu, ya que el equipo se proclamó campeón de Segunda B. En la promoción, sin embargo, el equipo no tendría tanta suerte. En la eliminatoria de campeones, el Sant Andreu perdió el ascenso ante la S. D. Ponferradina en una agónica tanda penaltis en el Estadio El Toralín. El Sant Andreu pasaría a jugar la repesca, superando la Universidad de Las Palmas a la semifinal, pero el F. C. Barcelona B cerró el paso a los cuadribarrados a la final, con una dudosa actuación arbitral en el partido de ida disputado en el Mini Estadi.
La cuarta y última temporada de Natxo en el Sant Andreu estuvo marcada por la decepción de no haber subido la temporada anterior. El equipo comenzó bien, pero rápidamente entró en una espiral de resultados negativos, y el conjunto catalán terminó en una discreta séptima posición. Joan Gaspart anunció su marcha del Sant Andreu, dejando de colaborar económicamente con el club cuatribarrado. Natxo González finalizó así cuatro años de éxitos en el club andresense, con la espina clavada de no haber podido conseguir el ascenso a Segunda A.
Deportivo Alavés
Tras su marcha del Sant Andreu, estuvo un año alejado de los banquillos, hasta que fue contratado por el Deportivo Alavés. Natxo hizo una gran temporada al mando del Alavés, estando casi toda la temporada en primer puesto, por lo que al finalizar la temporada, el equipo vasco entró en el "play-off" de ascenso. Tras superar al Real Jaén, el equipo albiazul ascendió a Segunda División y quedó campeón de Segunda División B tras superar al CD Tenerife por un resultado global de 4-3.
Natxo fue renovado por los dirigentes del Deportivo Alavés, de modo que dirigió al conjunto alavés en su regreso a la categoría de plata. Sin embargo, el 3 de diciembre de 2013, Natxo González fue destituido debido a la mala marcha del conjunto de Vitoria, penúltimo clasificado en ese momento.
Reus Deportiu, segunda etapa
El 1 de junio de 2014, González inició su segunda etapa en el CF Reus Deportiu. Logró llevar al conjunto del Bajo Campo al tercer puesto de su grupo, por lo que accedió a la promoción de ascenso por primera vez en su historia. En su segunda temporada, consiguió el éxito de proclamarse campeón del Grupo III de la Segunda División B, y posteriormente, ascendió al Reus Deportiu a Segunda División por primera vez en su historia. El 7 de junio de 2017, una semana después de lograr la permanencia matemática en la categoría de plata, anunció que no iba a renovar su contrato con el club.
Real Zaragoza
El 11 de junio de 2017, el Real Zaragoza confirmó la contratación de González para las dos próximas temporadas. Bajo su dirección, el equipo aragonés se sobrepuso a un inicio dubitativo y finalizó la Liga en 3ª posición, clasificándose para la promoción de ascenso, donde fue eliminado por el Numancia en semifinales. Dos días después de terminar la temporada, anunció que no iba a seguir en el banquillo de La Romareda.
Deportivo de La Coruña
Cuatro días después de dejar el Real Zaragoza, el 15 de junio, se comprometió por una temporada con opción a otra con el R. C. Deportivo de La Coruña. El 7 de abril de 2019, con el equipo quinto aunque a 7 puntos del ascenso directo a Primera División, fue despedido debido a la mala racha de resultados.
C.D. Tondela
El 14 de junio de 2019, el C. D. de Tondela anunció en su página web que Natxo González sería su nuevo técnico. El 2 de agosto de 2020, pese a haber logrado la permanencia, abandonó el cargo.
Club Bolívar
El 13 de diciembre de 2020, se convirtió en nuevo técnico del Club Bolívar de Bolivia. Fue destituido el 24 de mayo de 2021, tras cosechar malos resultados en la Copa Libertadores y en la Copa Sudamericana.
Málaga C.F.
El 27 de enero de 2022, se confirmó su regreso a España de la mano del Málaga C.F. de LaLiga SmartBank. El 2 de abril de 2022, después de conseguir una sola victoria en 10 partidos en el banquillo malaguista, fue cesado en sus funciones.
U.D. Logroñés
El 22 de noviembre de 2022, firma como entrenador de la U. D. Logroñés de la Primera Federación, para sustituir a Albert Aguilá. Fue destituido el 27 de febrero de 2023, tras 14 partidos al mando del equipo, donde tan solo consiguió una victoria en la Copa del Rey contra el Albacete B. P..
S.D. Amorebieta
El 6 de noviembre de 2024, fue anunciado como técnico de la S. D. Amorebieta. Luego del descenso del club, se confirmó su salida del cargo en junio de 2025.
Sant Andreu, segunda etapa
El 4 de junio de 2025, asumió al frente de la U. E. Sant Andreu.

## Clubes
Datos actualizados al último partido dirigido el 12 de marzo de 2022.
| Club                         | País     | Año           | P   | PG  | PE  | PP  | % v.  |
| ---------------------------- | -------- | ------------- | --- | --- | --- | --- | ----- |
| CD Ariznabarra               | España   | 1992-1994     | 68  | 33  | 20  | 15  | 58.33 |
| Deportivo Alavés "B"         | España   | 1997-1999     | 92  | 39  | 25  | 28  | 51.45 |
| C. F. Reus Deportiu          | España   | 2004-2007     | 122 | 58  | 31  | 33  | 56.01 |
| U. E. Sant Andreu            | España   | 2007-2011     | 172 | 86  | 53  | 33  | 60.27 |
| Deportivo Alavés             | España   | 2012-2013     | 65  | 34  | 16  | 15  | 60.52 |
| C. F. Reus Deportiu          | España   | 2014-2017     | 130 | 58  | 35  | 37  | 53.59 |
| Real Zaragoza                | España   | 2017-2018     | 48  | 22  | 12  | 14  | 54.16 |
| R. C. Deportivo de La Coruña | España   | 2018-2019     | 34  | 13  | 15  | 6   | 52.95 |
| C. D. Tondela                | Portugal | 2019-2020     | 36  | 9   | 9   | 18  | 33.33 |
| Club Bolívar                 | Bolivia  | 2020-2021     | 24  | 13  | 5   | 6   | 61.11 |
| Málaga C. F.                 | España   | 2022          | 10  | 1   | 3   | 6   | 20    |
| U. D. Logroñés               | España   | 2022-2023     | 14  | 1   | 7   | 6   | 23.81 |
| S. D. Amorebieta             | España   | 2024-2025     | 27  | 9   | 7   | 11  | 41.97 |
| U. E. Sant Andreu            | España   | 2025-presente |     |     |     |     |       |
| Total                        | Total    | Total         | 842 | 376 | 238 | 228 | 54.48 |

## Palmarés

### Campeonatos nacionales
| Título                                         | Club                | País   | Año     |
| ---------------------------------------------- | ------------------- | ------ | ------- |
| Campeón del Grupo V de la Tercera División     | C. F. Reus Deportiu | España | 2006-07 |
| Campeón del Grupo III de la Segunda División B | U. E. Sant Andreu   | España | 2009-10 |
| Campeón del Grupo II de la Segunda División B  | Deportivo Alavés    | España | 2012-13 |
| Campeón absoluto de la Segunda División B      | Deportivo Alavés    | España | 2013    |
| Campeón del Grupo III de la Segunda División B | C. F. Reus Deportiu | España | 2015-16 |

### Campeonatos regionales
| Título        | Club              | País   | Año  |
| ------------- | ----------------- | ------ | ---- |
| Copa Cataluña | U. E. Sant Andreu | España | 2008 |

Supercopa del norte portuguesa , con el Tondela en Portugal en 2020